# Louis Grelet
Louis Joseph Grelet, né à Vallans (Deux-Sèvres) le 8 octobre 1870 et mort à Savigné  le 25 janvier 1945, est un prêtre catholique et mycologue français.

## Biographie
Fils de Louis Grelet, viticulteur, et d'Henriette Baronnet, institutrice, il fréquente le collège Saint-Hilaire à Niort puis étudie à Poitiers (Vienne). Il se destine à la prêtrise, tout en étant passionné par les mathématiques qu'il enseigne pendant deux ans dans cette ville. En 1893, il devient membre de la Société botanique des Deux-Sèvres,. Il herborise régulièrement, durant les années 93-94 avec l’abbé Aurioux, professeur au collège de Rom.
En 1895, il est nommé vicaire de l'église Saint-Jean-Baptiste à Châtellerault (Vienne) puis curé de Fosses (Deux-Sèvres) en 1897, à proximité de la belle forêt de Chizé. Dans cet environnement, il peut s'adonner à une de ses passions, la botanique, en constituant des herbiers et en inventoriant sa richesse phanérogamique au cours de promenades solitaires ou organisées par la Société botanique en Deux-Sèvres, Vienne et dans les départements voisins. Il est initié à la phanérogamie par l’abbé Duret à qui il adresse des plantes litigieuses.
Mais très vite, Grelet abandonne les phanérogames pour se consacrer aux champignons. En 1899, présenté par Boudier et Dupain, il adhère à la Société mycologique de France. D'abord dans un but pratique, pour mettre en garde les mycophages contre des intoxications fongiques, il publie, en 1900, un opuscule sur Les cèpes comestibles, ainsi qu'un Manuel du Mycologue amateur ou les champignons comestibles du Haut-Poitou, petit ouvrage de vulgarisation où il donne curieusement l'Amanita pantherina comme le champignon toxique le plus dangereux. 
En 1901, il est nommé curé de Savigné, un gros bourg du Sud de la Vienne et, davantage absorbé par son ministère, doit réduire le nombre de ses déplacements et excursions. Il décide alors de s'orienter vers les champignons discomycètes, de conservation plus facile et qui n'exigent donc pas un examen immédiat. Jusqu'ici peu étudiés par les mycologues, dont le seul expert dans ce domaine en France est son mentor, Émile Boudier (1828-1920), avec qui il entretient une abondante correspondance et qui le désigne comme son disciple et continuateur. Il devient rapidement célèbre en France, puis en Europe et jusqu'en Amérique du Nord.
En 1914, il détermine, avec l'aide de Bresadola, Cyphella leochroma Bres. sur écorce de sarment de vigne, puis en 1917 Trichophaea boudieri, nouveau Discomycète. En 1924, Epiglia crozalsi et Gleopeziza crozalsi. Ainsi, de 1914 à 1928, il publie de nombreux travaux, remarquables par la rigueur et l'assiduité, dans le bulletin de la Société mycologique de France.
En 1927 il est nommé vice-président de la SMF. En plus de Boudier, il travaille avec André de Crozals (1861 - 1932), mycologue toulonnais, avec qui il publie des articles sur les discomycètes et Marcelle Le Gal (1895-1979), qui devient l'un de ses plus fidèles correspondants.
À la mort de Boudier, Grelet poursuit son travail de collecte et de catalogage pendant près de 13 ans et commence à en publier les résultats en 1932 dans le Bulletin de la Société botanique du Centre-Ouest qui a remplacé le Bulletin de la Société Botanique des Deux-Sèvres. La Seconde Guerre mondiale interrompt la publication des travaux de Grelet, laquelle est reprise à titre posthume dans la Revue de mycologie de Roger Heim (1900-1979) jusqu'en 1959.
En 1941, l'abbé Grelet est nommé chanoine honoraire par l'évêque de Poitiers et quelques années plus tard, il décède à l'âge de 75 ans. Son herbier est conservé au Muséum national d'histoire naturelle à Paris.
Pierre Bouchet, fait l'éloge de la modestie et la droiture de l’Abbé Grelet, ainsi que sa probité scientifique, son travail étant d’autant plus remarquable qu'il ne possédait qu’une petite bibliothèque et un microscope « à bien faible grossissement ».

## Œuvre majeure: «Le Grelet»
Les Discomycètes de France d'après la classification de Boudier.  Ouvrage monumental de 709 pages (dont 48 de tables alphabétiques) décrit 1285 taxa.
- Huit premiers fascicules, parus dans le bulletin de la Société botanique des Deux-Sèvres avant la dernière guerre, sont consacrés à la plus grande partie des Discomycètes Operculés ;
- les vingt-deux autres, parus dans la Revue de Mycologie après la guerre, étaient d'un maniement peu aisé, faute de tables des genres et espèces.

Ils ont été réunis en 1979 en un numéro spécial du Bulletin de la Société Botanique du Centre-Ouest, nouvelle série, n° 3, 17200 Royans.

## Publications
- 1896, Herborisation à la forêt de Châtellerault. Bulletin de la Société botanique des Deux-Sèvres, 111-112.

- 1900, Manuel du Mycologue amateur ou les champignons comestibles du Haut-Poitou. H. Boulord, 190p.

- 1900, Un mot sur les formes de l’Ophrys aranifera Huds. Bull. Soc. bot. Deux-Sèvres, 155-158.
- 1914, Le Cyphella leochroma Bres. et sa découverte à Savigné (Vienne). Bulletin Trimestriel de la Société Mycologique de France, 30 : 416-417.
- 1917, Un discomycète nouveau, le Trichophaea boudieri sp.nov. Bull. Trim. Soc. Mycol. Fr., 33 : 94-96.
- 1922, Nouvelle note sur le Cyphella leochroma Bres. Bull. Trim. Soc. Mycol. Fr., 38 : 174.
- 1924, Un nouvel Epiglia à théques polyspores Epiglia crozalsi. Bull. Trim. Soc. Mycol. Fr., 40 : 222-223.
- 1924, Petite étude sur le genre Gloeopeziza, et description d’une espèce nouvelle. Bull. Trim. Soc. Mycol. Fr., 40 : 224-226.
- 1925, Discomycètes nouveaux (1 série). Bull. Trim. Soc. Mycol. Fr., 41 : 83-86.

- 1926, Discomycètes nouveaux (2e série). Bulletin Trimestriel de la Société Mycologique de France, no 42.
- 1926. Pustularia catinus (Holmsk) Fuck. Bulletin de la Société botanique des Deux-Sèvres, 64.
- 1927, Discomycètes nouveaux (2 série). Bull. Trim. Soc. Mycol. Fr., 44 : 203-207.
- 1929, Discomycètes nouveaux (3 série), avec Crozals, A. de. Bull. Trim. Soc. Mycol. Fr., 44 : 336-340.
- 1932, Les Discomycètes de France, d'après la classification de Boudier, Bull. soc. bota. Centre-Ouest, 21-36.
- 1933, Les Discomycètes de France, d'après la classification de Boudier. Bull. Soc. bot. Cente-Ouest, 30-46.

- 1933, Les discomycètes de France d'après la classification de Boudier. (3e fascicule). Bull. Soc. bot. Centre-Ouest, 81-100.

- 1935, Les discomycètes de France, d'après la classification de Boudier. (4e fascicule). Bull. Soc. bot. Centre-Ouest, 100-121.

- 1936, Les discomycètes de France, d'après la classification de Boudier. (5e fascicule). Bull. Soc. bot. Centre-Ouest, 100-121.

- 1937, Les discomycètes de France, d'après la classification de Boudier. (6e fascicule). Bull. Soc. bot. Centre-Ouest, 41-60.

- 1938, Les discomycètes de France, d'après la classification de Boudier. (7e fascicule). Bull. Soc. bot. Centre-Ouest, 62-81.

- 1939, Les discomycètes de France, d'après la classification de Boudier. (8e fascicule). Bull. Soc. bot. Centre-Ouest, 19-37.

1942 - 1959 : 
- Les discomycètes de France d’après la classification de Boudier, neuvième fascicule, Revue de mycologie no 7, 1942, p. 326 (3 fig).
- Les discomycètes de France d’après la classification de Boudier, dixième fascicule, Revue de mycologie no 8, 1943, p. 325 (2 fig).
- Les discomycètes de France d’après la classification de Boudier, onzième fascicule, Revue mycologie no 9, 1944, p. 1435 (1 fig).
- Les discomycètes de France d’après la classification de Boudier, XII, Revue de mycologie no 9, 1944 , p. 7899 (2 fig).
- Les discomycètes de France d’après la classification de Boudier, XIII, Revue de mycologie no 10, 1945, publ. 1946, p. 96116 (1 fig).
- Les discomycètes de France d’après la classification de Boudier, XIV, Revue de mycologie no 11, 1946
- Les discomycètes de France d’après la classification de Boudier, XVI, Revue de mycologie no 12, 1947
- Les discomycètes de France d’après la classification de Boudier, XV, Revue de mycologie no 12, 1947 (2 fig).
- Les discomycètes de France d’après la classification de Boudier, XVII, Revue de mycologie no 13, 1948
- Les discomycètes de France d’après la classification de Boudier, XVIII, Revue de mycologie no 13, 1948
- Les discomycètes de France d’après la classification de Boudier, XIX, Revue de mycologie no 14, 1949
- Les discomycètes de France d’après la classification de Boudier, XX, Revue de mycologie no 15, 1950
- Les discomycètes de France d’après la classification de Boudier, XXI, Revue de mycologie no 16, 1951
- Les discomycètes de France d’après la classification de Boudier, XXII, Revue de mycologie no 16, 1951 (4 fig).
- Les discomycètes de France d’après la classification de Boudier, XXIII, Revue de mycologie no 18, 1953
- Les discomycètes de France d’après la classification de Boudier, XXIV, Revue de mycologie no 18, 1953
- Les discomycètes de France d’après la classification de Boudier, XXV, Revue de mycologie no 19, 1954no 22
- Les discomycètes de France d’après la classification de Boudier, XXVI, Revue de mycologie no 21, 1956 (3 fig).
- Les discomycètes de France d’après la classification de Boudier, vingt-septième fascicule, Revue de mycologie no 21, 1956 (2 fig).
- Les discomycètes de France d’après la classification de Boudier, vingt-huitième fascicule, Revue de mycologie , 1957 (2 fig).
- Les discomycètes de France d’après la classification de Boudier, vingt-neuvième fascicule, Revue de mycologie no 22, 1957 (3 fig).
- Les Discomycètes de France d’après la classification de Boudier, trentième fascicule, Revue de mycologie no 24, 1959

- 1979. Les Discomycètes de France d'après la classification de Boudier. Bull. Soc. Bot. Centre-Ouest, Numéro spécial, nouvelle série, n° 3, avec Emile Risbec.